# Ko Won-hee
Ko Won-hee (en hangul, 김원희; Seúl, 12 de septiembre de 1994) es una actriz surcoreana. Comenzó su carrera como modelo comercial en 2011, y se convirtió en la modelo más joven de Asiana Airlines en el 2012.

## Biografía
Su verdadero nombre es Kim Won-hee, pero lo cambió a Ko Won-hee para evitar la confusión con la actriz homónima.
A finales del 2015 comenzó a salir con el actor Lee Ha-yool, sin embargo a principios de septiembre del 2018 se anunció que la pareja había terminado después de salir por casi tres años.
El 7 de octubre de 2022 se casó con su novio, quien no forma parte del mundo del entretenimiento.

## Carrera
Es miembro de la agencia Management KOO.
En 2010 estuvo a punto de formar parte del grupo femenino Fiestar, donde se habría ocupado del rap, pero desistió.
Comenzó a actuar, y desde entonces ha protagonizado películas y dramas tales como Blooded Palace: The War of Flowers (2013), My Dear Cat (2014), y Tabloid Truth. En el año 2015, integró el elenco del sketch de comedia/variety show Saturday Night Live Corea.
El 16 de septiembre del 2019 se unió al elenco recurrente de la serie Flower Crew: Joseon Marriage Agency donde dio vida a Kang Ji-hwa, una cliente con expectativas particularmente altas y que busca posicionarse a cualquier costa, hasta que conoce a Do Joon (Byeon Woo-seok), hasta el final de la serie el 5 de noviembre del mismo año.
El 27 de marzo del 2020 se unió al elenco principal de la serie Eccentric! Chef Moon (también conocida como "Yoo Byul Na! Chef Moon" o "Vacation in My Own Way") donde interpretó a la diseñadora de modas Yoo Yoo-jin, hasta el final de la serie el 16 de mayo del mismo año.
El 13 de marzo de 2021 se unió al elenco principal de la serie Okay Kwang Sisters (también conocida como "A Happy Other's House") donde dio vida a Lee Kwang-tae, hasta el final de la serie el 18 de septiembre del mismo año.
En octubre del mismo año se confirmó que se había unido al elenco de la serie Jobless Three Meals donde dará vida a Yeo Eun-ho, una mujer quien proclama que comer es lo único que perdurará en esta era de bajas tasas de interés.
En noviembre de 2021 se anunció que se uniría al elenco de la serie Batalla de amor, donde interpreta a Shin Na-eun, una mujer que se enamora rápidamente de hombres guapos y no duda en amar a alguien.

## Filmografía

### Series de televisión
| Año     | Título                              | Rol                    | Canal         | Notas                         | Ref.          |
| ------- | ----------------------------------- | ---------------------- | ------------- | ----------------------------- | ------------- |
| 2012    | Natural Burials                     | Chung-ah (joven)       | MBN           |                               |               |
| 2013    | Blooded Palace: The War of Flowers  | Reina Jangnyeol        | JTBC          |                               |               |
| 2013    | Medical Top Team                    | Yoo Na-yeon (invitada) | MBC           |                               |               |
| 2014    | Cheo Yong                           |                        | OCN           |                               |               |
| 2014    | My Dear Cat                         | Shin Ji-eun            | KBS1          |                               |               |
| 2015    | The King's Face                     | Reina Inmok            | KBS2          |                               |               |
| 2015    | The Time We Were Not in Love        | Yoon Min-ji            | SBS           |                               | [ 19 ]        |
| 2015    | The Stars Are Shining               | Jo Bong-hee            | KBS2          |                               | [ 20 ]        |
| 2017    | Strongest Deliveryman               | Lee Ji-yoon            | KBS2          |                               | [ 21 ]        |
| 2017-18 | The Best Moment to Quit Your Job    | Yeon-ji                | Lifetime Asia |                               | [ 22 ]        |
| 2018    | Welcome to Waikiki                  | Kang Seo-jin           | JTBC          |                               | [ 23 ]        |
| 2018    | Secret Queen Makers                 | Ahn Gong-joo           | Naver TV Cast |                               | [ 24 ]        |
| 2018    | Your House Helper                   | Yoon Sang-ah           | KBS2          |                               | [ 25 ]        |
| 2019    | Perfume                             | Min Ye-rin             | KBS2          |                               |               |
| 2019    | Flower Crew: Joseon Marriage Agency | Kang Ji-hwa            | JTBC          |                               |               |
| 2020    | Eccentric! Chef Moon                | Yoo Yoo-jin            | Channel A     |                               | [ 26 ]        |
| 2021    | Nevertheless                        | Mujer en el bar        | JTBC          | Aparición especial, ep. 1 y 6 | [ 27 ]        |
| 2021    | Okay Kwang Sisters                  | Lee Kwang-tae          | KBS2          |                               | [ 28 ]        |
| 2021    | Jobless Three Meals                 | Yeo Eun-ho             |               |                               |               |
| 2023    | Batalla de amor                     | Shin Na-eun            | Netflix       |                               | [ 29 ]        |
| 2023    | King the Land                       | Oh Pyung-hwa           | JTBC          |                               | [ 30 ]        |
| 2025    | Exploradora del amor                | Jeong Han-ah           | SBS           | Aparición especial, ep. 7     | [ 31 ] [ 32 ] |

### Películas
| Año  | Título         | Personaje | Notas                                                                                          | Ref.   |
| ---- | -------------- | --------- | ---------------------------------------------------------------------------------------------- | ------ |
| 2014 | Tabloid Truth  | -         | junto a Jung Jin-young, Ko Chang-seok, Park Sung-woong, Park Won-sang, Kim Kang-woo y Kwon Yul |        |
| 2015 | The Silenced   | Shizuko   | junto a Park Bo-young, Uhm Ji-won y Park So-dam.                                               | [ 33 ] |
| 2017 | After My Death | Han-sol   | junto a Jeon Yeo-been y Seo Young-hwa.                                                         | [ 34 ] |

### Programas de variedades
| Año  | Título                    | Función            | Notas   | Ref.   |
| ---- | ------------------------- | ------------------ | ------- | ------ |
| 2015 | Saturday Night Live Korea | Miembro del equipo |         | [ 35 ] |
| 2021 | Problem Child in House    | Invitada           | Ep. 120 |        |

## Premios y nominaciones
| Año  | Premio                  | Categoría                                         | Nominación            | Resultado | Ref.   |
| ---- | ----------------------- | ------------------------------------------------- | --------------------- | --------- | ------ |
| 2015 | 29 de KBS Drama Awards  | Premio a la excelencia, Actriz en un Drama Diario | The Stars Are Shining | Nominada  | [ 36 ] |
| 2017 | 10th Korea Drama Awards | Mejor Actriz Revelación                           | Strongest Deliveryman | Ganadora  | [ 37 ] |
| 2019 | KBS Drama Awards        | Premio de excelencia, Actriz en una miniserie     | Perfume               | Nominada  |        |
| 2019 | KBS Drama Awards        | Premio Netizen, Actriz                            | Perfume               | Nominada  |        |
| 2019 | KBS Drama Awards        | Premio Mejor pareja (con Shing Sung-rok)          | Perfume               | Nominados |        |